# Вагенингенский университет
Вагенингенский университет и научно-исследовательский центр (нидерл. Wageningen Universiteit en Researchcentrum) — крупный университет в Нидерландах, специализирующийся в области естественных наук. Университет был основан как высшая сельскохозяйственная школа 9 марта 1918 года в городе Вагенинген, Нидерланды.
В 1986 году Высшая школа получила университетские права и стала именоваться Вагенингенский сельскохозяйственный университет, а с 2000 года — просто Вагенингенский университет. В 2009 году с включением в состав университета высшей школы Van Hall Larenstein официальное имя было изменено на «Вагенингенский университет и научно-исследовательский центр».  В университете обучается около 12 000 студентов из более чем 100 стран мира. Он также является членом университетской сети Евролиги наук о жизни (ELLS).
Вагенингенский сельскохозяйственный университет вошел в число 150 лучших университетов мира в четырех основных рейтинговых таблицах. Вагенинген был признан университетом номер один в Нидерландах пятнадцать лет подряд. Университет занял 59-е место в мире по рейтингу высшего образования Times и лучший в мире в области сельского и лесного хозяйства по рейтингу QS World University Rankings 2016–2020.  Университет Вагенингена занимает первое место в области науки о растениях / животных, окружающей среды / экологии и сельскохозяйственных наук по версии US News & World Report. Университет считается ведущим в мире научно-исследовательским институтом в области сельского хозяйства. 